# B' Katīgoria 1968-1969
La B' Katīgoria 1968-1969 fu la 14ª edizione della B' Katīgoria; vide la vittoria finale dell'EN Paralimni.

## Stagione

### Novità
Il numero di squadre partecipanti salì da dieci a tredici: al posto della promossa Evagoras Paphou, dalla A' Katīgoria 1967-1968 retrocesse l'APOP Paphou e si registrarono le nuove iscrizioni di Digenīs Morphou, Othellos Athīainou, Achilleas Kaimakli e AEM Morphou e il ritorno del Anagennīsī Larnaca, a fronte delle defezioni delle sole Keravnos Strovolos e Ethnikos Asteras Limassol.

### Formula
Le tredici squadre partecipanti erano per la prima volta disposte in un girone unico. Le squadre si incontravano in turni di andata e ritorno per un totale di ventiquattro incontri per squadra; erano assegnati tre punti per la vittoria, due per il pareggio e uno per la sconfitta. In caso di parità si teneva conto del quoziente reti. Il vincitore veniva promosso direttamente nella A' Katīgoria 1969-1970.

## Squadre partecipanti
| Club                | Città          | Stadio                    | Stagione precedente             |
| ------------------- | -------------- | ------------------------- | ------------------------------- |
| Achilleas Kaimakli  | Kaimakli       | ?                         | Non iscritta                    |
| AEK Famagosta       | Famagosta      | Stadio GSE                | 2º nel Girone 1 di B' Katīgoria |
| AEM Morphou         | Morfou         | ?                         | Non iscritta                    |
| Anagennīsī Larnaca  | Larnaca        | Vecchio Stadio GSZ        | Non iscritta                    |
| APOP Paphou         | Pafo           | Stadio GSK                | 12º in A' Katīgoria, retrocesso |
| Arion Limassol      | Limassol       | Stadio GSO                | 3º nel Girone 2 di B' Katīgoria |
| Digenīs Morphou     | Morfou         | Stadio Comunale di Morfou | Non iscritta                    |
| EN Paralimni        | Paralimni      | Stadio Tasos Markou       | 1º nel Girone 1 di B' Katīgoria |
| ENAD Agios Dometios | Agios Dometios | ?                         | 5º nel Girone 1 B' Katīgoria    |
| EPAL                | Limassol       | Stadio GSO                | 2º nel Girone 2 di B' Katīgoria |
| Orpheas Nicosia     | Nicosia        | Vecchio Stadio GSP        | 3º nel Girone 1 di B' Katīgoria |
| Othellos Athīainou  | Athīenou       | Stadio Othellos Athienou  | Non iscritta                    |
| PAEEK Kerynias      | Kyrenia        | GS Praxandros             | 4º nel Girone 1 di B' Katīgoria |

## Classifica finale
|  | Pos. | Squadra             | Pt | G  | GF | GS  | DR  |
|  | ---- | ------------------- | -- | -- | -- | --- | --- |
|  | 1.   | EN Paralimni        | 65 | 24 | 94 | 11  | +83 |
|  | 2.   | Digenīs Morphou     | 62 | 24 | 68 | 21  | +47 |
|  | 3.   | AEK Famagosta       | 59 | 24 | 75 | 24  | +51 |
|  | 4.   | Arion Limassol      | 59 | 24 | 49 | 25  | +24 |
|  | 5.   | PAEEK Kerynias      | 53 | 24 | 57 | 50  | +7  |
|  | 6.   | Orpheas Nicosia     | 51 | 24 | 55 | 53  | +2  |
|  | 7.   | APOP Paphou         | 49 | 24 | 43 | 30  | +13 |
|  | 8.   | EPAL                | 49 | 24 | 57 | 47  | +10 |
|  | 9.   | Othellos Athīainou  | 41 | 24 | 37 | 53  | −16 |
|  | 10.  | ENAD Agios Dometios | 41 | 24 | 37 | 61  | −24 |
|  | 11.  | Achilleas Kaimakli  | 33 | 24 | 23 | 65  | −42 |
|  | 12.  | Anagennīsī Larnaca  | 31 | 24 | 26 | 102 | −76 |
|  | 13.  | AEM Morphou         | 29 | 24 | 13 | 89  | −76 |

### Verdetti
- EN Paralimni promosso in A' Katīgoria.